# تسويف
التسويف يعني تأجيل الأعمال والمهام إلى وقت لاحق. يرى بعض علماء النفس أن الشخص قد يلجأ إلى التسويف فرارا من القلق الذي عادة ما يصاحب بداية المهام أو إكمالها أو ما يصاحب اتخاذ القرارات. نفر من العلماء اقترحوا ألا نحكم على التصرف بأنه تسويف إلا عندما يتوفر ثلاثة معايير: أن يكون للتأجيل نتائج عكسية، ثانيا: أن يكون التأجيل لا حاجة له بمعنى أنه ليس هناك هدف من التأجيل، والثالث: أن يترتب على التأجيل عدم إنجاز المهام وعدم إتخاذ القرارات في الوقت المحدد.
التسويف قد ينتج عنه توتر وشعور بالذنب وحدوث بعض الأزمات. أيضا قد يقل إنتاج الشخص وأيضا فإن المجتمع قد لا يرضى عن المسوف لأنه لم يقم بمسؤلياته ولم ينفذ التزاماته. عندما تجتمع هذا المشاعر على المسوف فإنها قد تؤدي إلى مزيد من التسويف. التسويف قد يحصل بدرجات معقولة ويعتبر أمرا عاديا، لكنه يتحول إلى مشكلة عندما يسبب عرقلة لما اعتاد الإنسان على القيام به من أعمال. التسويف المزمن قد يكون علامة لاضطرابات نفسية كامنة داخل شخص المسوف.

## أصل الكلمة
سوَّف يسوّف أي: أخر يؤخر، فتراه يؤجل العمل ولا يسرع في تنفيذه.
والفعل مشتق من كلمة «سوف» بمعنى فيما سيأتي.

## أسباب التسويف

### أسباب نفسية
المسببات النفسية للتسويف مختلفة لكن في العموم قد يكون القلق والتقليل من قيمة الشخص لنفسه أو ما يسمى بضعف تقدير الذات من أهم المسببات للتسويف. أيضا إذا وجدت الهزيمة الذاتية أو العقلية المنهزمة ذاتيا فهذا قد يسبب التسويف وكذلك يعتقد أن المسوفين لديهم مستوى أقل من غيرهم في الاجتهاد والهمة ولديهم جنوح للأحلام والأماني في تحقيق الكمال والإنجازات مما يدل على غياب الواقعية في تقديرهم لواجباتهم وكذلك في تقديرهم لما هو متوقع من أمثالهم فقد يكون المتوقع منهم أقل مما يحلمون بالوصول إليه.

### أسباب فسيولوجية
الفسيولوجيا هو علم أعضاء جسم الإنسان. المخ من أكثر الأعضاء تعقيدا ويعتقد أن له علاقة بالتسويف. القشرة الأمامية من المخ مسؤولة عن الوظائف التنفيذية للمخ مثل التخطيط والانتباه والسيطرة على الانفعالات. وهذا الجزء من المخ يقوم بدور مهم في التقليل من التشتيت الحاصل من محفزات يسببها أجزاء أخرى من المخ. إذا كان هذا الجزء من المخ مصابا أو لا يعمل بكفاءة فإن هذا يعني أن التشتيت الحاصل بسبب المحفزات القادمة من أجزاء المخ الأخرى لا يتم فلترتها وذلك يقود في النهاية إلى سوء التنظيم وفقدان التركيز وكثرة التسويف.

## التسويف الأكاديمي
التسويف الأكاديمي سائد بشكل خاص في الأوساط الأكاديمية، حيث يشترط على الطلبة الالتزام بالمواعيد المحددة للمهام والاختبارات في بيئة مليئة بالأحداث والأنشطة التي يتنافس فييها الطلاب على الوقت والاهتمام. بشكل أكثر تحديدا، اثبتت في دراسة في عام 1992 أن «52 ٪ من الطلاب الذين شملتهم الدراسة يعانون من التسويف». يقدر أن 80 ٪ -95 ٪ من طلاب الجامعات يعانون من التسويف، وما يقرب من 75 ٪ يعتبرون أنفسهم مسوّفين
أحد مصادر التسويف هو عدم تقدير الوقت اللازم لتحليل البحوث. العديد من الطلاب يكرسون أسابيع لجمع البحوث في ورقة، ولكنهم لا يتمكنون من الانتهاء من كتابتها، لأنهم يجب أن يستعرضوا العديد من الآراء المتناقضة قبل أن يتمكنوا من عرض وجهة نظرهم حول هذا الموضوع. على الرغم من معرفتهم كيفية التشاور، فهم يكافحون لاثبات الاراء الخاصة بها.اعراض الطلاب تشير إلى ظاهرة أن العديد من الطلاب يبدأون التطبيق الكامل للمهمة المكلفين بها فقط قبل الموعد النهائي. هذا يؤدي إلى إهدار أي تقدير للمواعيد النهائية للمهام.
الطلاب لديهم أيضا صعوبات في تقرير مصيرهم، وفرض مواعيد نهائية 

## أنواع المماطلين

### النوع الاسترخائي
النوع الاسترخائي من المسوفين يرون مسؤولياتهم بشكل سلبي ويتجنبونها من خلال توجيه طاقتهم إلى مهام أخرى. فمن الشائع، على سبيل المثال، للنوع الاسترخائي من المسوفون الأطفال التخلي عن واجباتهم المدرسية ولكن ليس حياتهم الاجتماعية. كثيرا ما يرى الطلاب المشاريع كجزء كبير بدلا من تقسيمها إلى أجزاء أصغر. هذا النوع من التسويف هو شكل من أشكال الحرمان أو التستر، ولذلك، عادة لا يطلبون المساعدة. وعلاوة على ذلك، فهم غير قادرين على الحصول على الرضا. المسوف يتجنب الحالات التي من شأنها أن تسبب الاستياء، بدلا من ذلك ينغمس في أنشطة أكثر إمتاعا. من وجهة نظر فرويدية، المسوفون يرفضون التخلي عن مبدأ المتعة، بدلا من ذلك يضحون بمبدأ الواقع. قد لا يبدون قلقين من العمل والمواعيد النهائية، ولكن هذا يكون لمجرد التهرب من العمل الذي يتعين عليهم استكماله.

### النوع المتوتر الخائف
النوع المتوتر الخائف من المسوفين عادة ما يشعر بالإرهاق مع الضغط، غير واقعي في ما يتعلق بالوقت، غير متاكد من أهدافه، وغيرها الكثير من المشاعر السلبية. وقد يشعرون بنوع من الضيق. لديهم شعور بأنهم يفتقرون إلى القدرة أو التركيز على النجاح في استكمال عملهم، ودائما يقولون لأنفسهم أنهم بحاجة للاسترخاء والراحة، على سبيل المثال أنه من الأفضل ان يسترخوا ما بعد الظهر والبدء من جديد في الصباح. وعادة ما يكون لديهم خطط ضخمة وقد تكون غير واقعية. استرخائهم غالبا ما يكون مؤقت وغير فعال، ويؤدي إلى المزيد من التوتر وينتهي الوقت، والمواعيد النهائية تقترب ويبدأ الشخص يشعر بالذنب والتخوف المتزايد. هذا السلوك يصبح حلقة من الفشل والتأخير، وتبدأ الخطط والأهداف بالانهيار، وتؤجل إلى اليوم التالي أو الأسبوع القادم مرارا وتكرارا. كما يمكن أن يكون له تأثير ضار على حياتهم الشخصية وعلاقاتهم الاجتماعية. ولانهم ليسوا متأكدين حول أهدافهم، فإنهم غالبا ما يشعرون بالحرج مع الناس الذين تظهر ثقتهم والمحددي الهدف، مما يؤدي إلى الاكتئاب. النوع المتوتر الخائف من المسوفين في كثير من الأحيان ينسحبون من الحياة الاجتماعية، ويتجنبون الاتصال حتى مع الأصدقاء المقربين.

### الأنماط الستة
وفقا لكتاب It's About Time للدكتورة ليندا سابادين هناك ستة أنواع من التسويف والتي يمكن للشخص ان يكون لديه واحدا منها أو مزيجا منها. الأنماط هي الساعي إلى الكمال، صانع الأزمات، العائش في الخيال، والمتحدي، والمتحدي والمكرر لافعاله. كل نوع يشرح نفسه وكلا منهم لديه طريقة فريدة للتغلب على كل نوع.

## التغلب على التسويف
تعتبر الكمالية Perfectionism السبب الرئيس للتسويف، بسبب ما ينتج عن الإسراف في السعي إلى الكمال من الوقوع في الفشل.
وللتغلب على التسويف يُنصح بما يلي:
- الانتباه من العادات والأفكار التي تقود إلى التسويف.
- طلب المساعدة عند مواجهة مشكلات قاهرة مثل الخوف أو القلق أو ضعف التركيز أو سوء إدارة الوقت أو التردد أو الكمالية.
- تقييم أهدافك ونقاط قوتك وضعفك وأولوياتك.
- وضع أهداف واقعية، وتطوير رابط شخصي إيجابي بين المهمات والأهداف المنشودة.
- إعادة هيكلة الأنشطة اليومية.
- عدّل بيئتك. مثلاً أزل أو قلص مصادر الضوضاء أو السرحان. وجه جهدك نحو الأمور المطلوبة وقلّص من أحلام اليقظة.
- اضبط نفسك وفق الأولويات التي وضعتها.
- حفّز نفسك بالأنشطة الممتعة والبنّاءة والاجتماعية.
- جزّء المهام إلى أجزاء صغيرة من الوقت، بدلاً من محاولة حل المشكلة دفعةً واحدة.
- لتجنب الانتكاس، قم بإعادة دعم أهدافك في ضوء احتياجاتك. وقم بمكافأة نفسك بشكل معقول على الإنجازات المتحققة.

على أي حال، فإن وضع جدول زمني صارم لإتمام المهام المطلوبة قد لا يناسب الكثيرين. بل قد يتسبب في تقليل الإنتاجية لدى البعض. بدلاً من جدولة المهام بشكل صارم، يُنصح بتنفيذ المهام بشكل مرن وغير مرتب مع وضع وقت فقط للأنشطة الضرورية.